# L'illusione
L'illusione è il primo romanzo dello scrittore italiano Federico De Roberto (1861-1927). Pubblicato nel 1891, è la storia di Teresa Uzeda Duffredi, nipote della Teresa con cui si aprono I Viceré. L'illusione è infatti il primo capitolo della trilogia dedicata da De Roberto alla famiglia Uzeda.
Il romanzo segue le vicende della protagonista dal 1861 al 1891, quando Teresa raggiunge la soglia simbolica dei quarant'anni di età.
La protagonista è afflitta da un matrimonio mal assortito e da relazioni sfortunate. La sua vicenda è narrata attraverso il discorso indiretto libero, senza lo psicologismo tipico del decadentismo già in voga, secondo principi naturalisti.
Dopo L'illusione, De Roberto, in due anni di duro lavoro, comporrà I Viceré.